# Mike Oldfield

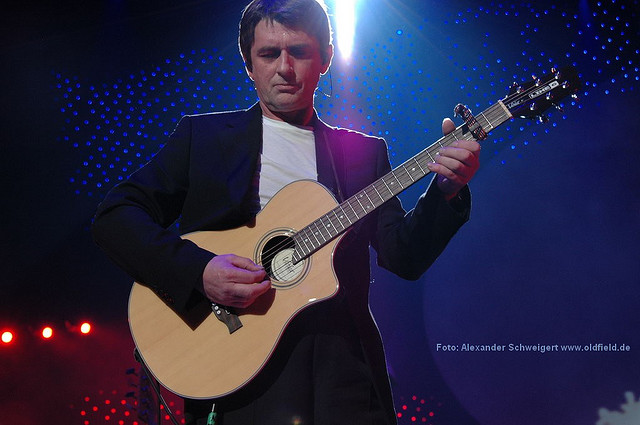
Mike Oldfield (2006)

Michael Gordon „Mike“ Oldfield (* 15. Mai 1953 in Reading, England) ist ein britischer Multiinstrumentalist, Komponist und Liedtexter. In seiner Musik mischt er Elemente aus Rock, Weltmusik und Klassik. Sein Durchbruch und seine berühmteste Komposition erfolgte 1973 mit dem Album Tubular Bells. Die größten Charterfolge hatte er in den 1980er-Jahren mit Songs wie Moonlight Shadow, Shadow on the Wall, To France, Pictures in the Dark und Innocent.

## Leben und Werk

### Privates
Seine Schwester Sally und sein Bruder Terry wirkten auf einigen seiner Alben mit. Sally Oldfield veröffentlichte mehrere eigene Alben und war dabei kommerziell recht erfolgreich, beispielsweise mit dem Titel Mirrors.
Mike Oldfield erwarb 1980 eine Pilotenlizenz.
Mike Oldfield war in erster Ehe für wenige Wochen mit Diana D’Aubigny verheiratet. Aus seiner zweiten Ehe mit Sally Cooper entstammen seine Kinder Molly, Dougal und Luke. Von 1987 bis 1991 war er mit Anita Hegerland liiert, mit der er eine Tochter namens Greta und einen Sohn namens Noah hat. Im Mai 2003 wurde Fanny Vandekerckhove seine dritte Ehefrau. Mit ihr hat er zwei Söhne namens Jake und Eugene; diese Beziehung endete 2013. Oldfields ältester Sohn Dougal starb am 17. Mai 2015 im Alter von 33 Jahren.
Seit 2009 lebt Oldfield auf den Bahamas.

### Tubular Bells

Muster aus Mike Oldfields Tubular Bells

Schon Oldfields erstes Album Tubular Bells (deutsch: Röhrenglocken), das am 25. Mai 1973 veröffentlicht wurde, erregte Aufmerksamkeit. Sein Vorgehen war bahnbrechend, da er als 19-Jähriger eigenhändig in vielschichtiger Weise verschiedene musikalische Stile mit verschiedenen Instrumenten auf mehreren Tonspuren aufnahm. Nach der Veröffentlichung verkaufte sich das Album schneller, als das frisch gegründete Plattenlabel Virgin Records aus London die Platten nachpressen lassen konnte. Tubular Bells machte dieses Label und dessen damaligen Besitzer Richard Branson über Nacht berühmt. Im Jahr 2014 meinte Oldfield dazu, dass es das Album ohne beängstigende LSD-Trips vielleicht nie gegeben hätte.
Das Album erreichte schnell die Top Ten der britischen Albumcharts und blieb dort beeindruckende 247 Wochen lang. In den Vereinigten Staaten wurde Tubular Bells vor allem deshalb bekannt, weil eine kurze Sequenz daraus im erfolgreichen Horrorfilm Der Exorzist verwendet wurde. Für diese Version erhielt Oldfield 1975 einen Grammy für die „Beste Instrumentalkomposition“.

### Nachfolgealben (1974–1978)
Oldfields zweites Album Hergest Ridge war pastoraler und melodiöser gehalten, unter anderem enthält es die Passage „Electronic Thunderstorm“, in welcher 90 Gitarren (per Overdub) gleichzeitig zu hören sind. Das Album war in Großbritannien drei Wochen auf Platz 1 der Charts. Der Nachfolger Ommadawn enthielt viele folkloristische Elemente und stellt ein frühes Beispiel für Weltmusik dar. 1978 veröffentlichte Oldfield sein viertes Studiowerk, das Doppelalbum Incantations, in dem er Gesänge und auch literarische Texte verarbeitete.
Neben seinen Instrumentalwerken interpretierte Oldfield für Singleveröffentlichungen traditionelle Melodien z. B. In Dulci Jubilo (1975), Portsmouth (1976) oder die Wilhelm Tell Ouverture (1977). Er arbeitete auch mit anderen Musikern zusammen. Acht dieser Kollaborationen wurden 1976 im Rahmen der Boxed-Sammlung veröffentlicht. 1977 wirkten Mike und Sally Oldfield bei der Aufnahme des Albums Keesojen Lehto des finnischen Musikers Pekka Pohjola mit. Dieses Album wurde 1981 unter dem Titel The Consequences Of Indecisions unter Oldfields Namen erneut veröffentlicht.
Für den schüchternen Mike Oldfield war der plötzliche Erfolg eine Belastung; es kam zu Fluchtreaktionen und Zusammenbrüchen. 1978 nahm er an einem alternativtherapeutischen Selbstsicherheitskurs der umstrittenen Exegesis-Gruppe teil, die ihn auch zu dem selbstanklagenden Stück Guilty (1979) inspirierte. Oldfield unternahm eine ausgedehnte Tournee durch Spanien, Deutschland, Belgien, die Niederlande, Dänemark und Großbritannien. Dabei entstandene Aufnahmen wurden zum ebenfalls 1979 veröffentlichten Live-Album Exposed zusammengefasst.

### Popmusikalische Phase (1979–1989)
Im Jahr 1979 nahm er für die damals schon zwanzigjährige Kindersendung der BBC, Blue Peter, eine neue Version des Themas auf und begleitete damit eine ganze Generation Briten.
Mit seinem fünften Studioalbum Platinum (1979) beschritt Oldfield neue Wege. Bestand die erste Hälfte des Werks aus einem 18-minütigen Instrumentalstück, so enthielt die zweite Hälfte kurze Stücke, darunter auch eine Coverversion von George Gershwins I Got Rhythm. Das Album QE2 (1980) setzte diesen Trend fort. Das Album eröffnete mit einem 10-minütigen Musikstück Taurus I, der Rest von QE2 bestand aus kürzeren, meist instrumentalen Stücken und enthielt zwei Coverversionen. Oldfield begann eigene Lieder zu schreiben. Gesungen von verschiedenen Künstlern, begleitete er diese mit der Gitarre, meist mit einem längeren Solo. Five Miles Out (1982) und Crises (1983) kehrten zur Zweiteilung in ein längeres Instrumentalstück und mehrere kürzere Einzelstücke zurück, wobei nun der Anteil der Lieder zunahm. Crises enthielt auch Oldfields größten Single-Erfolg, das von Maggie Reilly gesungene Moonlight Shadow, von dem fälschlicherweise oft angenommen wird, dass es den Tod von John Lennon thematisiert, sowie den Hit Shadow on the Wall (1983, gesungen von Roger Chapman).
1984 veröffentlichte Oldfield das Album Discovery (1984), welches den Hit To France (1984) enthielt, erneut gesungen von Maggie Reilly. Im gleichen Jahr komponierte er den Soundtrack zu Roland Joffés Film The Killing Fields – Schreiendes Land. Nach weiteren Single-Veröffentlichungen, darunter Pictures in the Dark (1985), nahm Oldfield eine kreative Auszeit, bevor er 1987 mit Islands zurückkehrte.
Zu dieser Zeit lebte Oldfield mit der norwegischen Sängerin Anita Hegerland zusammen, deren Stimme seit Pictures In The Dark in mehreren seiner Lieder zu hören war.

### Trennung von Virgin (1989–1991)
Während der 1980er Jahre kam es zunehmend zu Konflikten mit Virgin Records. Oldfield fühlte sich von seiner Plattenfirma in die popmusikalische Richtung gedrängt und seine Instrumentalwerke schlecht vermarktet. Vorschläge, ein neues Instrumentalalbum zwecks besserer Vermarktung Tubular Bells II zu nennen, lehnte er wiederholt ab. Den popmusikalischen Forderungen gab er 1989 zunächst ganz nach, als er mit Earth Moving erstmals ein Album ohne Instrumentalstück veröffentlichte. Im Jahr darauf folgte jedoch mit Amarok (1990) eine rebellische Antwort. Das einstündige Werk enthält ständig wechselnde Themen. Der durchgängige 60 Minuten lange Track auf der CD ließ sich auch nicht einfach in zwei Teile für die beiden Seiten einer LP teilen. Der auf dem Album enthaltene Morsecode bei Minute 48 bedeutet „fuck off r b“, was seine Streitigkeiten mit Richard Branson, dem Chef von Virgin, unterstreichen sollte. Es handelt sich um ein experimentelles Album mit humoristischen Parts und abwechslungsreichen Stilrichtungen. Auf Oldfields letzter Platte für Virgin, Heaven’s Open (die er 1991 als „Michael Oldfield“ veröffentlichte), sang er alle Stücke selbst, wofür er Gesangsunterricht nahm. Später sagte er, seine Stimme gehöre nicht auf seine Platten.

### Warner (1992–2005)
Nach seinem Wechsel zu Warner veröffentlichte Oldfield die von Virgin verweigerte Fortsetzung seines ersten Albums. Tubular Bells II (1992) schloss sich eng an die Struktur des Erstlingswerks an, verarbeitete aber andere Themen und musikalische Einflüsse. Es folgten das auf einem Roman von Arthur C. Clarke basierende Album The Songs of Distant Earth (1994), das keltisch-folkloristische Voyager und Tubular Bells III, das Einflüsse der Techno- und Dance-Musik seiner damaligen Heimat Ibiza aufgreift. 1999 veröffentlichte Mike Oldfield das Album Guitars, bei dem sämtliche Töne mit Hilfe von Gitarren erzeugt wurden.
Zur Feier der Jahrtausendwende 1999/2000 trat Oldfield an der Siegessäule in Berlin zum „Art in Heaven Concert“ auf, wo er vor nahezu 600.000 Zuschauern auch Teile aus dem Album The Millennium Bell live aufführte.
2002 erschien das Album Tr3s Lunas. Gleichzeitig veröffentlichte er ein Computerspiel mit gleichem Namen, das jedoch keinen kommerziellen Erfolg hatte. Anklang fand das Spiel hingegen bei Fans, da es viele neue Melodien enthielt. Der Nachfolger Maestro stellte technisch gesehen keine Weiterentwicklung dar, enthielt darüber hinaus kaum neue Musik und hatte ebenfalls keinen Erfolg.
Im Mai 2003, anlässlich seines 50. Geburtstages und des 30. Jahrestags der Veröffentlichung von Tubular Bells, veröffentlichte er Tubular Bells 2003, eine Neueinspielung seines Erstlingswerks, auf CD und Audio-DVD im persönlich abgemischten 5.1-Surroundsound. Oldfield erklärte, dass er damit viele Unvollkommenheiten des Originals verbessern konnte, die auf die damaligen Aufnahmetechnologien und die Zeitbeschränkungen für Studioaufnahmen zurückzuführen waren (Seite 1 des Megasellers musste 1973 in nur einer Woche aufgenommen werden).

### Mercury Records (seit 2005)

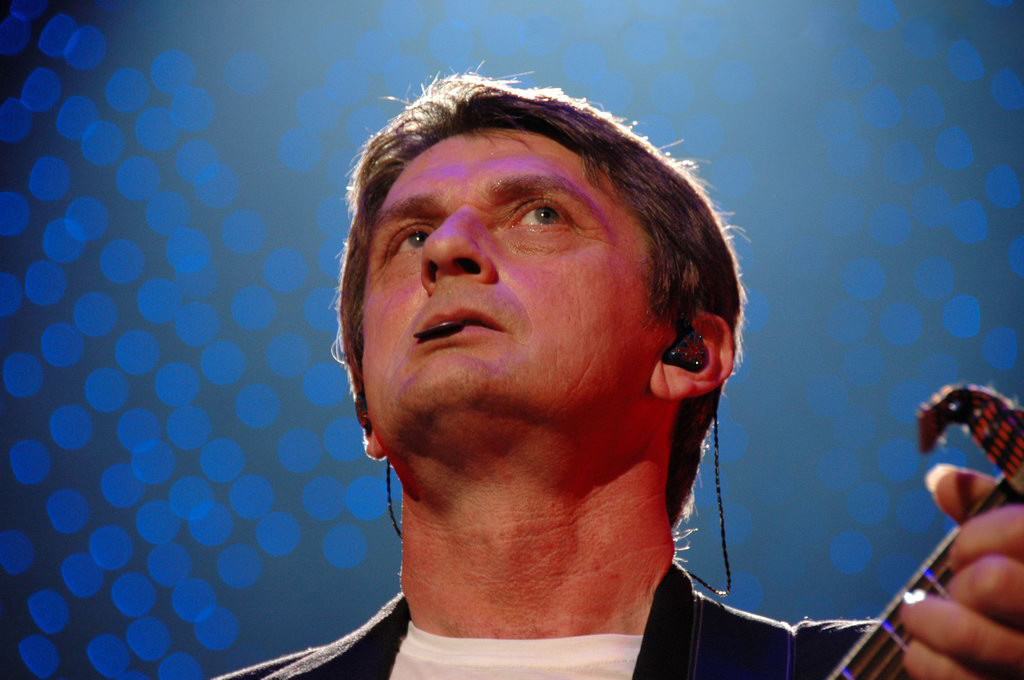
Mike Oldfield bei Night of the Proms (2006)

Im Mai 2005 unterschrieb Mike Oldfield einen Vertrag mit Mercury Records über drei neue Alben. Das erste ist ein Doppelalbum, das am 7. Oktober 2005 erschienen ist und Light + Shade heißt. Wie schon auf Tr3s Lunas verschreibt er sich hier dem Chill-Out-Trend. Das Album enthält eine Software (U-MYX), mit der man sich seinen eigenen Mix erstellen kann.
Im Dezember 2006 war Mike Oldfield zum ersten Mal seit dem Millennium-Konzert im Jahr 1999 wieder live in Deutschland zu sehen. Bei der Nokia Night of the Proms trat er als einer der Headliner auf. Er spielte spezielle Arrangements seiner Klassiker von Tubular Bells und Ommadawn. Außerdem waren Moonlight Shadow, To France und Shadow on the Wall zu hören. Für den Gesang sorgten bei diesen Stücken Miriam Stockley, die bereits während des Millennium-Konzerts für ihn gesungen hatte, und John Miles.
Am 14. März 2008, drei Tage vor der Veröffentlichung in Großbritannien, erschien Oldfields Album Music Of The Spheres in Deutschland. Darauf kehrt er in Zusammenarbeit mit Musikern wie dem Pianisten Lang Lang und der neuseeländischen Sopranistin Hayley Westenra wieder zu seinen klassischen Wurzeln zurück. Bereits eine Woche zuvor (7. März) wurde das Werk im Guggenheim-Museum in Bilbao, Spanien, vor geladenen Gästen und unter Beteiligung von Hayley Westenra uraufgeführt.
Ab 2009 erschienen Oldfields frühe Alben in neu abgemischten Versionen bei seiner neuen Plattenfirma Mercury. Bislang sind Tubular Bells (Juni 2009), Hergest Ridge und Ommadawn (Juni 2010), Incantations (Juli 2011), Platinum und QE2 (Juli 2012), Five Miles Out und Crises (September 2013), sowie Discovery und der Soundtrack zu The Killing Fields (Januar 2016) wiederveröffentlicht worden. Die CDs enthalten neben einem neuen von Oldfield persönlich hergestellten Stereo-Remix auch Bonusstücke wie Single-B-Seiten, Demofassungen, im Fall von Hergest Ridge zudem erstmals seit 1976 dessen Originalabmischung von 1974, und in limitierter Deluxe-Ausgabe auf beigelegten Bonus-DVDs neue 5.1 Surround-Mixe in Dolby Digital.
Am 27. Juli 2012 trat er bei der Eröffnungsfeier der Olympischen Spiele in London auf und untermalte die szenische Darbietung mit neu arrangierten Ausschnitten aus Tubular Bells, Tubular Bells III und In dulci jubilo (teilweise mit riesigen Röhrenglocken im hinteren Teil der Bühne gespielt). Am 1. Februar 2013 erschien unter dem Label Edel das Remixalbum Tubular Beats von Mike Oldfield und Torsten Stenzel, für das Tarja Turunen den Gesang für das Lied Never Too Far aufnahm.
Im Oktober 2013 kündigte Mike Oldfield das Erscheinen eines neuen Albums für den 27. Januar 2014 an. Das Album mit dem Namen Man on the Rocks, produziert mit Stephen Lipson, erschien letztendlich am 3. März 2014 und enthielt elf neue Songs, sämtliche gesungen von Luke Spiller.
Am 20. Januar 2017 erschien sein Album Return to Ommadawn, das sich auf das Album Ommadawn bezieht. Zur gleichen Zeit kündigte Oldfield an, dass er an einer Fortsetzung der Tubular Bells-Reihe arbeite. 2023 ließ er jedoch über seine Plattenfirma verlauten, er habe sich in den Ruhestand begeben.

## Audios
- Mike Oldfield – Als Multiinstrumentalist zum Welterfolg, 159.47 Minuten-Version, von Thomas Gaevert und Ole Schwarz, Deutschlandfunk Kultur, 29. Juli 2023
- Fuck Off RB, von Bernd Lechler, Deutschlandfunk, 29. Juni 2013

## Diskografie
Die älteste Veröffentlichung von Mike Oldfield war das Album Children of the Sun, das 1968 zusammen mit seiner Schwester Sally Oldfield unter dem Namen Sallyangie veröffentlicht wurde.

Studioalben

| Jahr | Titel                        | Höchstplatzierung, Gesamtwochen/‑monate, AuszeichnungChartplatzierungen (Jahr, Titel, Platzierungen, Wochen/Monate, Auszeichnungen, Anmerkungen) | Höchstplatzierung, Gesamtwochen/‑monate, AuszeichnungChartplatzierungen (Jahr, Titel, Platzierungen, Wochen/Monate, Auszeichnungen, Anmerkungen) | Höchstplatzierung, Gesamtwochen/‑monate, AuszeichnungChartplatzierungen (Jahr, Titel, Platzierungen, Wochen/Monate, Auszeichnungen, Anmerkungen) | Höchstplatzierung, Gesamtwochen/‑monate, AuszeichnungChartplatzierungen (Jahr, Titel, Platzierungen, Wochen/Monate, Auszeichnungen, Anmerkungen) | Höchstplatzierung, Gesamtwochen/‑monate, AuszeichnungChartplatzierungen (Jahr, Titel, Platzierungen, Wochen/Monate, Auszeichnungen, Anmerkungen) | Anmerkungen |
| Jahr | Titel                        | DE | AT | CH | UK | US | Anmerkungen |
| ---- | ---------------------------- | --- | --- | --- | --- | --- | --- |
| 1973 | Tubular Bells                | DE22 a (7 Wo.)DE | AT67 b (1 Wo.)AT | CH21 b (1 Wo.)CH | UK1 ×9Neunfachplatin · (288 Wo.)UK | US3 Gold · (45 Wo.)US | Erstveröffentlichung: 25. Mai 1973 Wiederveröffentlichung: 26. Mai 2023 (50th Anniversary Edition) Verkäufe: + 17.000.000 |
| 1974 | Hergest Ridge                | — | — | — | UK1 Gold · (17 Wo.)UK | US87 (10 Wo.)US | Erstveröffentlichung: 28. August 1974 Verkäufe: + 100.000                                                                 |
| 1975 | The Orchestral Tubular Bells | — | — | — | UK17 Silber · (7 Wo.)UK | — | Erstveröffentlichung: 17. Januar 1975 Verkäufe: + 60.000                                                                  |
| 1975 | Ommadawn                     | — | — | — | UK4 Gold · (23 Wo.)UK | US146 (7 Wo.)US | Erstveröffentlichung: 28. Oktober 1975 Verkäufe: + 150.000                                                                |
| 1978 | Incantations                 | DE41 (3 Wo.)DE | — | — | UK14 Platin · (18 Wo.)UK | — | Erstveröffentlichung: 24. November 1978 Verkäufe: + 300.000                                                               |
| 1979 | Platinum                     | DE11 Gold · (97 Wo.)DE | AT17 (1½ Mt.)AT | — | UK24 Gold · (10 Wo.)UK | — | Erstveröffentlichung: 23. November 1979 Verkäufe: + 450.000                                                               |
| 1980 | QE2                          | DE12 Gold · (59 Wo.)DE | AT18 (4½ Mt.)AT | — | UK27 Gold · (12 Wo.)UK | US174 (3 Wo.)US | Erstveröffentlichung: 31. Oktober 1980 Verkäufe: + 400.000                                                                |
| 1982 | Five Miles Out               | DE7 Gold · (48 Wo.)DE | AT10 (3½ Mt.)AT | — | UK7 Gold · (27 Wo.)UK | US164 (5 Wo.)US | Erstveröffentlichung: 16. März 1982 Verkäufe: + 450.000                                                                   |
| 1983 | Crises                       | DE1 Platin · (50 Wo.)DE | AT2 (9 Mt.)AT | CH5 (20 Wo.)CH | UK6 Gold · (30 Wo.)UK | — | Erstveröffentlichung: 27. Mai 1983 Verkäufe: + 860.000                                                                    |
| 1984 | Discovery                    | DE1 Gold · (34 Wo.)DE | AT3 (19 Wo.)AT | CH1 (28 Wo.)CH | UK15 Gold · (16 Wo.)UK | — | Erstveröffentlichung: 25. Juni 1984 Verkäufe: + 550.000                                                                   |
| 1987 | Islands                      | DE9 Gold · (22 Wo.)DE | AT10 (½ Mt.)AT | CH4 Gold · (14 Wo.)CH | UK29 Gold · (5 Wo.)UK | US138 (8 Wo.)US | Erstveröffentlichung: 7. September 1987 Verkäufe: + 575.000                                                               |
| 1989 | Earth Moving                 | DE1 Gold · (23 Wo.)DE | AT21 (2 Mt.)AT | CH3 Gold · (15 Wo.)CH | UK30 (5 Wo.)UK | — | Erstveröffentlichung: 10. Juli 1989 Verkäufe: + 425.000                                                                   |
| 1990 | Amarok                       | DE16 (14 Wo.)DE | AT26 (3 Wo.)AT | CH30 (3 Wo.)CH | UK49 (2 Wo.)UK | — | Erstveröffentlichung: 14. Juni 1990                                                                                       |
| 1991 | Heaven’s Open                | DE13 (15 Wo.)DE | — | CH16 (4 Wo.)CH | — | — | Erstveröffentlichung: 18. Februar 1991                                                                                    |
| 1992 | Tubular Bells II             | DE7 Gold · (23 Wo.)DE | AT4 (16 Wo.)AT | CH19 (8 Wo.)CH | UK1 ×2Doppelplatin · (30 Wo.)UK | — | Erstveröffentlichung: 31. August 1992 Verkäufe: + 1.350.000                                                               |
| 1994 | The Songs of Distant Earth   | DE33 (12 Wo.)DE | AT20 (5 Wo.)AT | CH23 (12 Wo.)CH | UK24 Gold · (9 Wo.)UK | — | Erstveröffentlichung: 21. November 1994 Verkäufe: + 500.000                                                               |
| 1996 | Voyager                      | DE15 (12 Wo.)DE | AT16 (7 Wo.)AT | CH15 (9 Wo.)CH | UK12 Gold · (6 Wo.)UK | — | Erstveröffentlichung: 21. August 1996 Verkäufe: + 450.000                                                                 |
| 1998 | Tubular Bells III            | DE9 (9 Wo.)DE | AT4 (10 Wo.)AT | CH26 (6 Wo.)CH | UK4 Gold · (9 Wo.)UK | — | Erstveröffentlichung: 31. August 1998 Verkäufe: + 500.000                                                                 |
| 1999 | Guitars                      | DE16 (9 Wo.)DE | AT35 (2 Wo.)AT | CH34 (2 Wo.)CH | UK40 (3 Wo.)UK | — | Erstveröffentlichung: 24. Mai 1999 Verkäufe: + 100.000                                                                    |
| 1999 | The Millennium Bell          | DE39 (7 Wo.)DE | AT43 (2 Wo.)AT | CH94 (2 Wo.)CH | — | — | Erstveröffentlichung: 26. November 1999 Verkäufe: + 100.000                                                               |
| 2002 | Tr3s Lunas                   | DE19 (8 Wo.)DE | AT8 (11 Wo.)AT | CH44 (5 Wo.)CH | — | — | Erstveröffentlichung: 3. Juni 2002                                                                                        |
| 2003 | Tubular Bells 2003           | DE29 (5 Wo.)DE | — | CH55 (2 Wo.)CH | UK51 (1 Wo.)UK | — | Erstveröffentlichung: 26. Mai 2003                                                                                        |
| 2005 | Light + Shade                | DE26 (3 Wo.)DE | — | CH76 (1 Wo.)CH | — | — | Erstveröffentlichung: 7. Oktober 2005                                                                                     |
| 2008 | Music of the Spheres         | DE14 (7 Wo.)DE | AT62 (2 Wo.)AT | CH37 (4 Wo.)CH | UK9 Silber · (7 Wo.)UK | — | Erstveröffentlichung: 14. März 2008 Verkäufe: + 70.000                                                                    |
| 2014 | Man on the Rocks             | DE3 (5 Wo.)DE | AT10 (4 Wo.)AT | CH9 (5 Wo.)CH | UK12 (3 Wo.)UK | — | Erstveröffentlichung: 3. März 2014                                                                                        |
| 2017 | Return to Ommadawn           | DE3 (9 Wo.)DE | AT6 (5 Wo.)AT | CH8 (6 Wo.)CH | UK4 (3 Wo.)UK | — | Erstveröffentlichung: 20. Januar 2017                                                                                     |

grau schraffiert: keine Chartdaten aus diesem Jahr verfügbar

## Zusammenarbeit mit anderen Musikern (Auswahl)
- Jon Anderson: In High Places (1983), Shine (1986)
- Kevin Ayers: Shooting At The Moon (1970), Whatevershebringswesing (1972), The Confessions Of Dr Dream And Other Stories (1974), Odd Ditties (1976), Flying Start (1987), Still Life With Guitar (1992), BBC Radio 1 Live In Concert (1992), Singing The Bruise (1996), The Garden Of Love (1998)
- Kevin Ayers, Eno, Nico & John Cale: June 1, 1974 (1974)
- Max Bacon: Magic Touch (US version) (1987), Hostage, Nothing But/Bridge To Paradise (1989), From The Banks Of The River Irwell (2002)
- David Bedford: Nurses Song With Elephants (1972), Star’s End (1974), Hergest Ridge (1974), The Rime Of The Ancient Mariner (1975), The Odyssey (1976), Instructions For Angels (1977), Incantations (1978), Exposed (1979), Star Clusters, Nebulae & Places in Devon/The Song Of The White Horse (1985), Variations On A Rhythm Of Mike Oldfield (1995)
- Adrian Belew: Holy (1989)
- The Edgar Broughton Band: Edgar Broughton Band (1971), Bandages (1976)
- Steve Broughton: Tubular Bells (1973)
- Roger Chapman: Shadow on the Wall (1983)
- John Cleese: Tubular Bells 2003 (2003)
- Phil Collins: Taurus 1, Sheba (1980)
- Billy Connolly: The Bell (1993)
- Lindsay Cooper: Hergest Ridge (1974)
- Lindsay L. Cooper: Tubular Bells (1973)
- Henry Cow: Legend (1973), Unrest (1974)
- Lol Coxhill: Ear Of The Beholder (1971)
- Michael Cretu: The Time Has Come (1987)
- Helen Pepsi DeMacque: The Millennium Bell (1999)
- Cara Dillon: Man in the Rain (1998)
- Paul Hardcastle: 19 (1985)
- Anita Hegerland: Pictures in the Dark (1985), North Point, The Time Has Come, When the Night’s on Fire (1987), Innocent (1989), Heaven’s Open (1991)
- Karl Jenkins: Music of the Spheres (2008)
- Aled Jones: Pictures in the Dark (1985)
- Carol Kenyon: Nothing But/Bridge To Paradise (1989)
- Lang Lang: Music of the Spheres (2008)
- Andy Mackay: Islands (1987)
- Pierre Moerlen: Ommadawn (1975), Pierre Moerlen’s Gong – Downwind (1979), Exposed (1979), Platinum (1979), Pierre Moerlen’s Gong – Live (1980)
- Paddy Moloney: Ommadawn (1975), Amarok (1990)
- Tom Newman: Fine Old Tom (1977), Faerie Symphony (1979), Heaven’s Open (1991), Snow Blind (1997)
- Sally Oldfield: Tubular Bells (1973), Hergest Ridge (1974), Ommadawn (1975), Incantations (1978), Natasha (1990), Tr3s Lunas (2002), Tubular Bells 2003 (2003)
- Terry Oldfield: Hergest Ridge (1974), Ommadawn (1975), Journey into Space (2012)
- Barry Palmer: Crime of Passion (1983), Tricks of the Light, Poison Arrows, Discovery, Saved by a Bell (1984), Pictures In The Dark (1985)
- Carl Palmer: Mount Teide (1982), Do Ya Wanna Play, Carl? (2001)
- Leslie Penning: Ommadawn, In Dulci Jubilo (1975), Portsmouth, Argiers (1976), Cuckoo Song (1977), Wrekorder Wrondo (1978)
- Simon Phillips: Crises (1983), Discovery (1984), The Wind Chimes (1987), Heaven’s Open (1991)
- Courtney Pine: Heaven’s Open (1991)
- Pekka Pohjola: Keesojen Lehto (auch bekannt als The Mathematician’s Air Display bzw. The Consequences Of Indecisions) (1977), Exposed (1979)
- Michel Polnareff: Kama-Sutra (1990)
- Maddy Prior: Incantations (1978), Exposed (1979)
- Raf Ravenscroft: Earth Moving (1989)
- Maggie Reilly: Taurus 1, Sheba, Arrival, Celt (1980), Mistake, Taurus II, Family Man, Orabidoo, Five Miles Out (1982), Moonlight Shadow, Foreign Affair (1983), To France, Crystal Gazing, Tricks of the Light, Talk About Your Life (1984), Blue Night (1989)
- Alan Rickman: Tubular Bells II (1992)
- Sallyangie: Children Of The Sun (1968)
- Schiller: Tag und Nacht (2005)
- Skids: Joy (1981)
- Vivian Stanshall: Tubular Bells (1973), The Bell (1993)
- Torsten Stenzel: Tubular Beats (2013)
- Chris Thompson: Runaway Son, See The Light (1989)
- Tarja Turunen: Tubular Beats (2013)
- Bonnie Tyler: Islands (1987)
- Otto Waalkes: The Bell (1993)
- Hayley Westenra: Music of the Spheres (2008)
- Steve Winwood: Guilty (1979)
- Robert Wyatt: Rock Bottom (1974), Theatre Royal Drury Lane: 8th September 1974 (2005)
- Harald Zuschrader: Discovery (1984)

## Trivia
- Nach dem Musiker wurde der Asteroid (5656) Oldfield benannt.
- Die freie Audiosoftware Amarok wurde nach Oldfields Werk Amarok benannt.